# Prinz-Franz-Kaserne
Die Prinz-Franz-Kaserne in Kempten (Allgäu) wurde 1936 bei der Aufrüstung der Wehrmacht erbaut. Vom 1. August 1956 bis 1992 wurde sie von der Bundeswehr genutzt.

## Geschichte der Kaserne
Die nach Prinz Franz von Bayern benannte Kaserne lag zentral in der Innenstadt auf einem 5,4 ha großen Gelände nahe bei der Basilika St. Lorenz, dem Fürststift Kempten, der Orangerie und dem Hofgarten. Als erste Einheit bezog 1937 das neu gebildete I. Bataillon des Infanterie-Regiments 91 die Kaserne. Innerhalb des Bataillons wurden ein Reiterzug, die 13. Minenwerfer-Kompanie und die 14. Panzerabwehr-Kompanie aufgestellt. Das Bataillon nahm am Anschluss Österreichs am 12. März 1938 und der darauf folgenden De-facto-Annexion durch das nationalsozialistische Deutsche Reich teil. Für das Bataillon wurde Ende 1938 das Infanterie-Ersatz-Bataillon 91 aufgestellt, das dann in die Kaserne einzog.
Am 1. August 1956 begann die Aufstellung und Stationierung des Luftlandejägerbataillons 19 des Heeres der Bundeswehr am Standort Prinz-Franz-Kaserne in Kempten. Am 5. Dezember 1956 wurden 300 Freiwillige vereidigt. Am 27. Februar 1957 kamen weitere 178 Mann hinzu. Am 1. April 1957 rückten die ersten Wehrpflichtigen zur Ableistung ihres Grundwehrdienstes ein, im selben Monat erreichte das Bataillon seine Sollstärke von 900 Mann. Am 3. Juni 1957 kam es zum Iller-Unglück, bei dem 15 Soldaten des Bataillons starben.

## Konversion
1992 wurde die Kaserne aufgelöst. Das gesamte Areal wurde Teil eines Konversionsprogramms in Höhe von 8,2 Mio. Euro des bayerischen Staates. Inzwischen sind 400 zivile Arbeitsplätze – meist des öffentlichen Dienstes – in den Gebäudeteilen der Kaserne entstanden. Folgende staatliche Dienststellen haben nun ihren Sitz auf dem Areal:
- Staatliches Bauamt Kempten
- Wasserwirtschaftsamt Kempten
- Dienststelle Kempten der Autobahndirektion Südbayern
- Verkehrspolizeiinspektion Kempten
- Finanzkontrolle Schwarzarbeit des Hauptzollamtes Augsburg.

## Ehemalige militärische Einheiten
- Wehrmacht:
  - I. Bataillon Infanterie-Regiment 91 der Wehrmacht, das an der Besetzung Österreichs teilnahm.
    - Reiterzug
    - 13. Minenwerfer-Kompanie
    - 14. Panzerabwehr-Kompanie

- - Infanterie-Ersatz-Bataillon 91, das aufgestellt wurde, nachdem das I. Bataillon 1938 von Kempten aus ins Feld gezogen war.

- Bundeswehr:
  - Luftlandejägerbataillon 19 der Bundeswehr, das sich gliederte in:
    - Stabskompanie
    - 1. Jägerkompanie
    - 2. Jägerkompanie
    - 3. Jägerkompanie

- - Versorgungsbataillon (Geb) 226 von 1960 bis 1966

- - Ausbildungskompanie 9/8
  - Ausbildungskompanie 12/8
  - Ausbildungskompanie 16/2 1970 bis ca. 1974
  - Sanitätsbataillon 210
  - 2. Krankentransportbataillon 230

- - 6./ Kompanie Sanitätsbataillon 210 (Ausbildungskompanie)

- - Gebirgssanitätsbataillon 8 (ab 1981)